# Jennifer Bini Taylor
Jennifer Bini Taylor (Nueva Jersey, 19 de abril de 1972) es una actriz estadounidense, conocida sobre todo por su papel de Chelsea Melini, la novia de Charlie Harper en la serie de TV Two and a Half Men. También apareció en el thriller erótico de 1998 Wild Things junto a Neve Campbell y Denise Richards.

## Biografía
Jennifer creció en Coral Springs, Florida e hizo su primera aparición en escena como finalista del concurso Miss Florida tanto en 1995 como en 1996.
Actualmente vive en Los Ángeles con su esposo y sus dos hijos, Jake y Samantha. Según dijo en una entrevista, cultiva la mayoría de alimentos para la casa en su propio jardín.

## Filmografía
| Año       | Película                                    | Papel              | Notas                                                                                        |
| --------- | ------------------------------------------- | ------------------ | -------------------------------------------------------------------------------------------- |
| 1998      | Wild Things                                 | Barbara Baxter     |                                                                                              |
| 1998      | Maximum Bob                                 | Gail Tyrone        | Serie de televisión, 1 episodio, apariciones ocasionales                                     |
| 1998      | Holy Man                                    | Chica de la bañera |                                                                                              |
| 1998      | The Waterboy                                | Rita               |                                                                                              |
| 2000      | Pacific Blue                                | Patti Wolfson      | Serie de televisión, 1 episodio                                                              |
| 2000      | Diagnosis Murder                            | Charmaine Dufour   | Serie de televisión, 1 episodio "Dos pájaros con un mismo timbre"                            |
| 2000      | The Disciples                               | Kilmo              |                                                                                              |
| 2000      | Arli$$                                      | Roberta Takega     | Serie de televisión, 1 episodio, "Where There's A Will"                                      |
| 2000      | Yes, Dear                                   | Rebecca            | Serie de televisión, 1 episodio, "The Good Couple"                                           |
| 2001      | Nathan's Choice                             | Julia              |                                                                                              |
| 2001      | Miami Sands                                 | Laura              | Serie de televisión                                                                          |
| 2005      | Charmed                                     | Eve                | Serie de televisión, 1 episodio: "Run, Piper, Run"                                           |
| 2005      | Rumor Has It                                | Jocelyn Richelieu  |                                                                                              |
| 2006      | Las Vegas                                   | Judy McKee         | Serie de televisión, 1 episodio: "Fidelity, Security, Delivery"                              |
| 2008      | Ghost Whisperer                             | Jill Benjamin      | Serie de televisión, 1 episodio: "Slam"                                                      |
| 2008      | Unhitched                                   | Sasha              | Serie de televisión, 1 episodio: "Woman Marries Horse"                                       |
| 2008-2015 | Two And A Half Men                          | Chelsea            | TV, personaje principal en temporada 7; recurrente en la temporada 6; ep.: 9x01 y ep.: 12x15 |
| 2011      | Carnal Innocence                            | Susie              | Película de TV                                                                               |
| 2012      | 100,000 Zombie Heads                        | Zuhara             |                                                                                              |
| 2012-13   | Burn Notice                                 | Elsa               | Personaje recurrente                                                                         |
| 2013      | Ashley                                      | Stacy Collins      |                                                                                              |
| 2013      | Perfect Boyfriend                           | Karen              | Película de TV                                                                               |
| 2013      | Zombie Night                                | Karin              | Película de TV                                                                               |
| 2014      | Like a Country Song                         | Mia Reeson         |                                                                                              |
| 2015      | Date to Die For                             | Rachel Edwards     |                                                                                              |
| 2015      | Street Level                                | Samantha           |                                                                                              |
| 2016      | Life Lived                                  | Jane               |                                                                                              |
| 2016      | Emma's Chance                               | Miranda Bailey     |                                                                                              |
| 2016      | Street Level: Behind the Scenes Featurrette | Samantha           | Serie de televisión                                                                          |
| 2016      | Death's Door                                | Kate Corbin        | Episodio: "Everybody Breaks"                                                                 |
| 2016      | Fair Haven                                  | Ruby               |                                                                                              |
| 2016      | Ardo: de Tutipig                            | Ilana              |                                                                                              |
| 2018      | God's Not Dead: A Light in Darkness         | Meg Harvey         |                                                                                              |